# Березное (Шепетовский район)
Березное (укр. Березне) — село в Шепетовском районе Хмельницкой области Украины.
Население по переписи 2001 года составляло 166 человек. Почтовый индекс — 30426. Телефонный код — 3840. Занимает площадь 76 км². Код КОАТУУ — 6825480203.

## История
В 1945 г. Указом Президиума ВС УССР село Березно-Татарская переименовано в Березное.

## Местный совет
30426, Хмельницкая обл., Шепетовский р-н, с. Серединцы